# Bistum Colorado Springs
Das im US-Bundesstaat Colorado gelegene Bistum Colorado Springs (lat.: Dioecesis Coloratensium Fontium) ist eine Diözese der römisch-katholischen Kirche.
Es wurde am 10. November 1983 aus Gebieten des Erzbistums Denver und des Bistums Pueblo begründet. Es umfasst die Countys Chaffee, Cheyenne, Douglas, Elbert, El Paso, Kit Carson, Lake, Lincoln, Park und Teller.

## Bischöfe
- Richard Charles Patrick Hanifen (1983–2003)
- Michael John Sheridan (2003–2021)
- James Golka (seit 2021)

## Weblinks

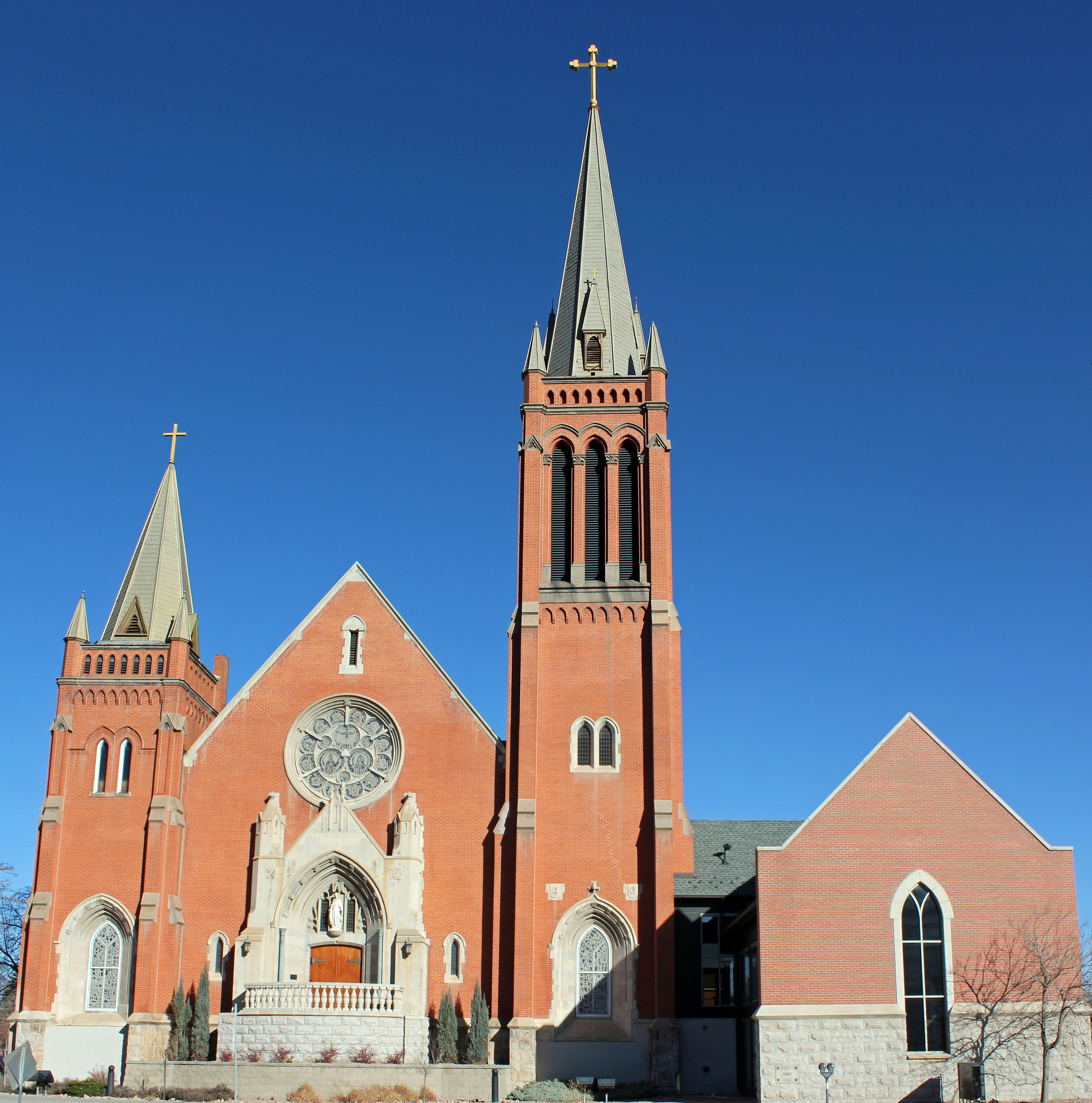
Kathedrale St. Mary’s in Colorado Springs